# Liste der Flüsse in Liechtenstein

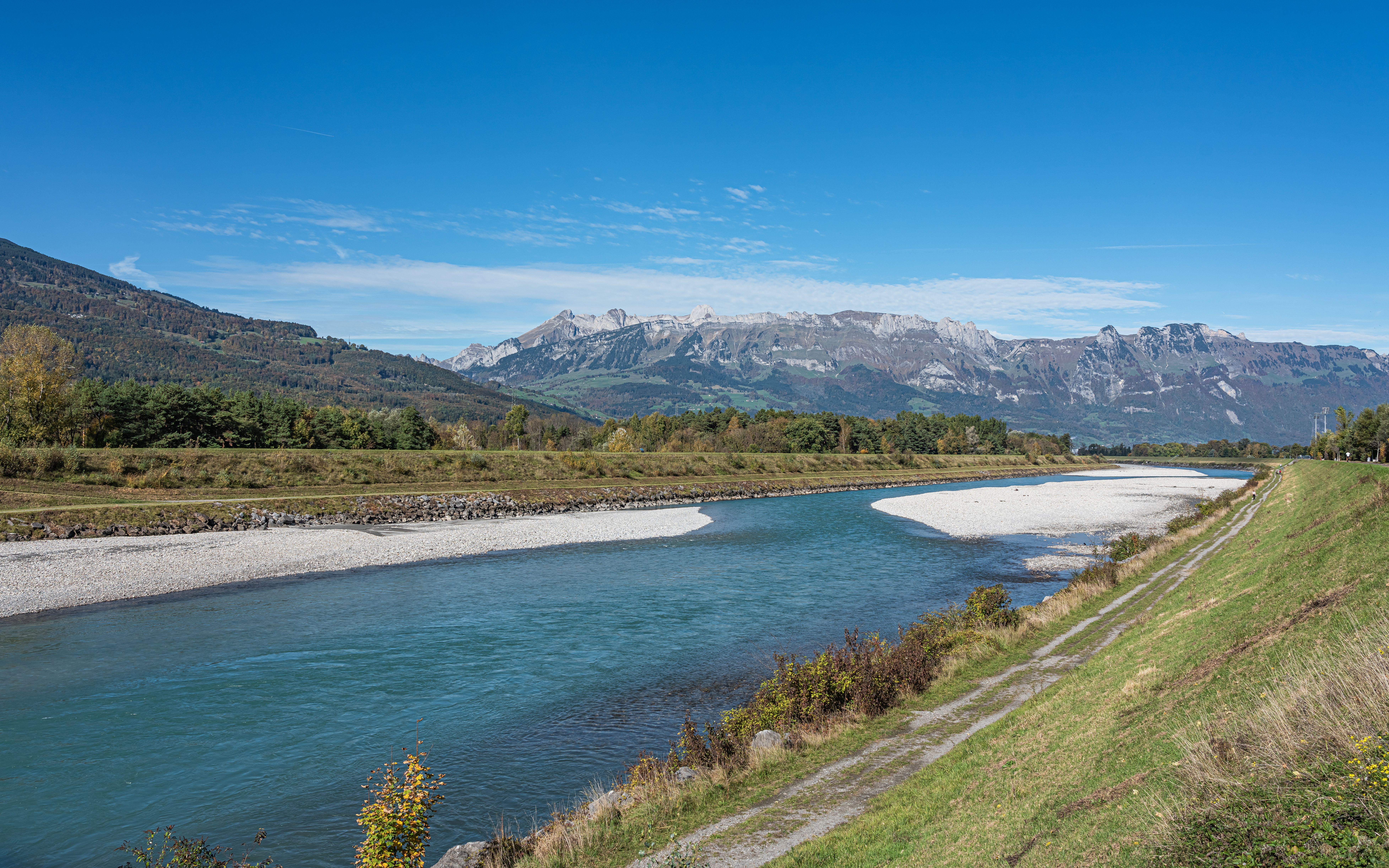
Der Rhein bei Vaduz

Dies ist eine Liste der Flüsse, die durch Liechtenstein fliessen.
- Rhein, fliesst in die Nordsee. Er bildet den grössten Teil der Landesgrenze zur Schweiz.
- Liechtensteiner Binnenkanal, 23 km, Einzugsgebiet von 115 km²
- Samina (auch Saminabach), fliesst in die Ill, entspringt im Fürstentum (2 km Länge) und mündet in Österreich (8 km Länge)
- Esche (alter Name Krebsbach und Fischbach), 8 km
- Mölibach
- Spiersbach (teilweise ein Grenzgewässer zwischen Liechtenstein und Österreich), siehe auch: Spiersbachbrücke
- Malbunbach
- Valünerbach

Das Gampriner Seelein ist der einzige natürlich entstandene See in Liechtenstein und wurde durch eine Überschwemmung des Rheins 1927 mit gewaltiger Erosion geschaffen.